# 심혜원
심혜원(1997년 8월 4일~ )은 대한민국의 모델이자 배우이다. 1남 2녀 중 차녀이며 서울 광진구 출생이다. 2000년대 초중반 아역 광고 모델로 큰 인기를 누렸고, 아역 모델 최초로 CF 출연료 6개월에 3000만원을 경신했다. 초등학교 졸업 후에는 연예계를 사실상 은퇴하고 일반인으로 살아가고 있다.

## 모델 활동

### 지면 광고
- 2002년 대교 눈높이 교육
- 2002년 새해 스카이라이프
- 2002년 대한제지
- 2002년 현대해운
- 2002년 유한킴벌리 크리넥스
- 2003년 LG생활건강 죽염치약
- 2003년 KT
- 2003년 혼다 코리아
- 2003년 해태제과식품 고향 물만두
- 2004년 오뚜기
- 2002~2003년 크라운 베이커리
- 2002~2004년 광동제약 썬키스트 NFC
- 2003~2004년 래미안
- 2005년 한국수력원자력
- 2005년 Good pizza
- 2006년 FILA책가방
- 2006년 하늘교육

### TV CF 광고
- 1999년 남양유업 아인슈타인 베이비 우유 with 김국진 (데뷔작)

- 2000년 미주 아시아나항공
- 2001년 굴 수하식 수협
- 2001년 맥도날드 워터 어드벤쳐
- 2001년 삼성래미안-동작구,상도동편
- 2001년 8월 LG화학기업 아이들의 모습과 미래의 꿈
- 2001년 10월 아모레퍼시픽 설록차
- 2001년 11월 계몽사PR with 배용준
- 2002년 옥시레킷벤키저 쉐리
- 2002년 롯데리아 홍보물
- 2002년 오리온 초코파이 정-중앙대 동문편 (단역)
- 2002년 삼성 SM5 with 조한선
- 2002년 알로에마임 with 신애라, 차인표
- 2002년 교보증권
- 2002년 3월 코코실버
- 2002년 4월 동화기업PR
- 2002년 4월 농심 짜파게티
- 2002년 4월 광동제약 썬키스트 NFC 샤그락편 with 정보석
- 2002년 7월 광동제약 썬키스트 NFC 물놀이편 with 정보석
- 2002년 8월 동화자연마루 with 유호정
- 2002년 8월 플러그인 아로마 오일
- 2002년 9월 존슨즈베이비로션
- 2002년 공명선거캠페인 (신구,소유진편)
- 2002년 11월 광동제약 썬키스트NFC 비눗방울+집안편 with 정보석
- 2002년 하반기 크라운베이커리
- 2003년 상반기 크라운베이커리
- 2003년 1월 광동제약 썬키스트 NFC 꼬마마술사편
- 2003년 5월 광동제약 썬키스트 NFC 미니편
- 2003년 삼성래미안 '건강한 삶'
- 2003년 4월 KT 바다편
- 2003년 5월 삼성 공기 청정기
- 2003년 8월 KT 인터넷편
- 2003년 LG생활건강 죽염치약
- 2003년 오뚜기 사곰골탕
- 2003년 10월 해태제과식품 고향 물만두
- 2004년 삼성래미안 with 이병헌
- 2004년 5월 광동제약 썬키스트 NFC 오렌지밭편
- 2004년 10월 오뚜기 씻어나온 쌀
- 2004년 11월 오뚜기 맛있는 밥
- 2004년 11월 오뚜기 맛있는 리조또
- 2004년 11월 오뚜기 맛있는 덮밥
- 2005년 2월 한국수력원자력-네모안에편
- 2005년 5월 한국수력원자력-투명한절차편
- 2005년 한국수력원자력-부지선정 주민투표편
- 2005년 7월 한국수력원자력-스웨덴 포스마크 경제편
- 2005년 7월 한국수력원자력-스웨덴 포스마크 안전편
- 2005년 9월 한국수력원자력-밤하늘편
- 2005년 11월 한국수력원자력-투표결실편
- 2005년 Good pizza-케이블 광고 with 김디에나

### 의류 전속모델 (카달로그)
- 베이비 또
- 꼬까방
- 베이비퀴즈
- 캔키즈 (2001~2002년, 2008년)
- 유아원복 베드로 (2002년)
- 아가방 토들러브랜드 오즈키즈 (2002~2003년)
- 베이직하우스 (2002~2004년)
- 필라키즈가방 (2006년)
- 행텐키즈 (2006년 하반기-가을,겨울)

## 방송 이력
- 2003년 SBS 주말극장 《백수탈출》 어린 최진 역
- 2003년 영화 《화성으로 간 사나이》 (단역)
- 2003년 8월 2일 KBS2 《자유선언 토요대작전》 67회, 68회 (매직스쿨)
- 2003년 11월 15일 KBS 스펀지2.0  2회 인기검색어 5위 (35분 13초~36분)
- 2003년 9월 10일 KBS행복채널 스타매거진 고향물만두CF촬영.  (33분45초~37분48초)
- 2003년 12월 20일 MBC음악캠프-울면안돼 with 가수 바다, 정다빈, 강윤도
- 2003년 12월 20일 KBS예술극장 『크리스마스 특집 음악회』- 울면안돼
- 2004년 1월 12일 KBS2 《이홍렬박주미의여유만만》 스타매거진 아역스타가 뜨고있다. (32분 12초~36분)
- 2004년 3월 18일 (구)SBS한밤의TV연예 470회- CF스타 심혜원을 학교에서 만났다.
- 2004년 3월 24일 《이홍렬박주미의여유만만》 스타매거진 심혜원&정다빈 연기자도전 (스타키즈 잉글리쉬 수업 취재) (7분 45초~12분)
- 2004년 7월 26일 《김승현 정은아의 좋은아침》 꼬마 얼짱, 심혜원과 데이트 (1912회)
- 2004년 10월13일 SBS한밤의TV연예 1회 )『연예계 재.발.견.』
- 2004년 차이나TV 개국 인사
- 2005년 야랑이의 개굴개굴 이야기 유치원
- 2006년 6월 15일 Mnet 하늘교육 지면촬영 (with 박상면,유열,심규건) - 노홍철 인터뷰 진행
- 2014년 7월 30일 KBS 연예가중계 '추억의 아역스타'

## 패션쇼 그 외
- 겨울 JUMP콘서트 - 가수 이승환 (2002)

- 지아모 헤어 패션쇼 (2003)
- 박술녀 한복 패션쇼 (2004)
- 스타키즈 잉글리쉬 패션쇼 (2004)

## 음반(CD) 및 뮤직비디오(MV)

### 음반
- 2002년 컴필레이션 앨범 《모두착해져랏 앨범》 표지모델 with 김현수

- 2003년 《CHISTMAS STORY》 크리스마스 스토리 1
- 2004년 《CHISTMAS STORY 2》크리스마스 스토리 2
- 2005년 음반그림책 《혜원이 다빈이의 세계노래》[2]

### 뮤직비디오
- 2001년 사랑하나요 - 가수 이승환
- 2002년 나 때문에 - 가수 일진
- 2003년 I will
- 2004년 white christmas
- 2007년 환상- 가수 이재훈

## 홍보대사 및 수상
- 2002년 해태제과 어린이모델 선발대회 유아부 대상
- 2003년 TV CF 광고대전 아역모델상
- 2004년 12월 크리스마스 씰&결핵 홍보대사
- 2009년 성자초등학교 연극 《옆집아이》 (제18회 전국어린이연극경연대회에서 금상-문화체육관광부장관상 수상)